# Concattedrale Gran Madre di Dio
La concattedrale della Gran Madre di Dio è una chiesa di Taranto, inaugurata nel 1970 nel Borgo Nuovo della città.

## Storia
Nei primi anni Sessanta l'arcivescovo di Taranto, monsignor Guglielmo Motolese, affidò all'architetto Gio Ponti il compito di progettare una moderna concattedrale nella parte nuova della città.
Tra il 1964 e il 1966 fu elaborato il progetto e il 29 giugno 1967 fu posata la prima pietra; i lavori furono ultimati nel 1970 e il 6 dicembre dello stesso anno monsignor Motolese inaugurò l'opera, dedicata alla Gran Madre di Dio, protettrice della città insieme al patrono san Cataldo, avendole la popolazione attribuito il merito di aver salvato la città stessa dal terremoto del 7 dicembre 1710.

## Descrizione
Ubicata al crocevia fra viale Magna Grecia e la fine di via Dante, la struttura, coniugando secondo il progetto originale l'aspetto religioso con la tradizione marinara della città, rappresenta una "vela" che si specchia nell'acqua delle tre vasche antistanti l'ingresso, simboleggianti il mare.
La facciata è composta da due parti: quella anteriore è lunga 87 e larga 35 metri, quella posteriore, arretrata di 50 metri rispetto alla prima, è costituita da un doppio muro traforato alto 40 metri, che sostituisce la cupola tradizionale.
La chiesa superiore è in grado di ospitare tremila persone, mentre dal piano terreno si accede lateralmente alla cripta. Le pareti interne sono rivestite di intonaco bianco e rugoso, secondo la tradizione delle case pugliesi. L'altare maggiore è realizzato in pietra; la parte rivolta ai fedeli è rivestita in ferro dipinto di verde, in modo da richiamare i fondali marini. Il dipinto absidale, raffigurante il tema dell'Annunciazione, con le immagini della Madonna e dell'Arcangelo Gabriele, è dello stesso Gio Ponti.
La profonda cassettonatura del soffitto rende problematica l'esecuzione musicale sinfonica.

## Cripta
Nella sottostante cripta, all'interno della cappella del Santissimo Sacramento, è sepolto mons. Guglielmo Motolese, arcivescovo metropolita di Taranto dal 1961 al 1987. 

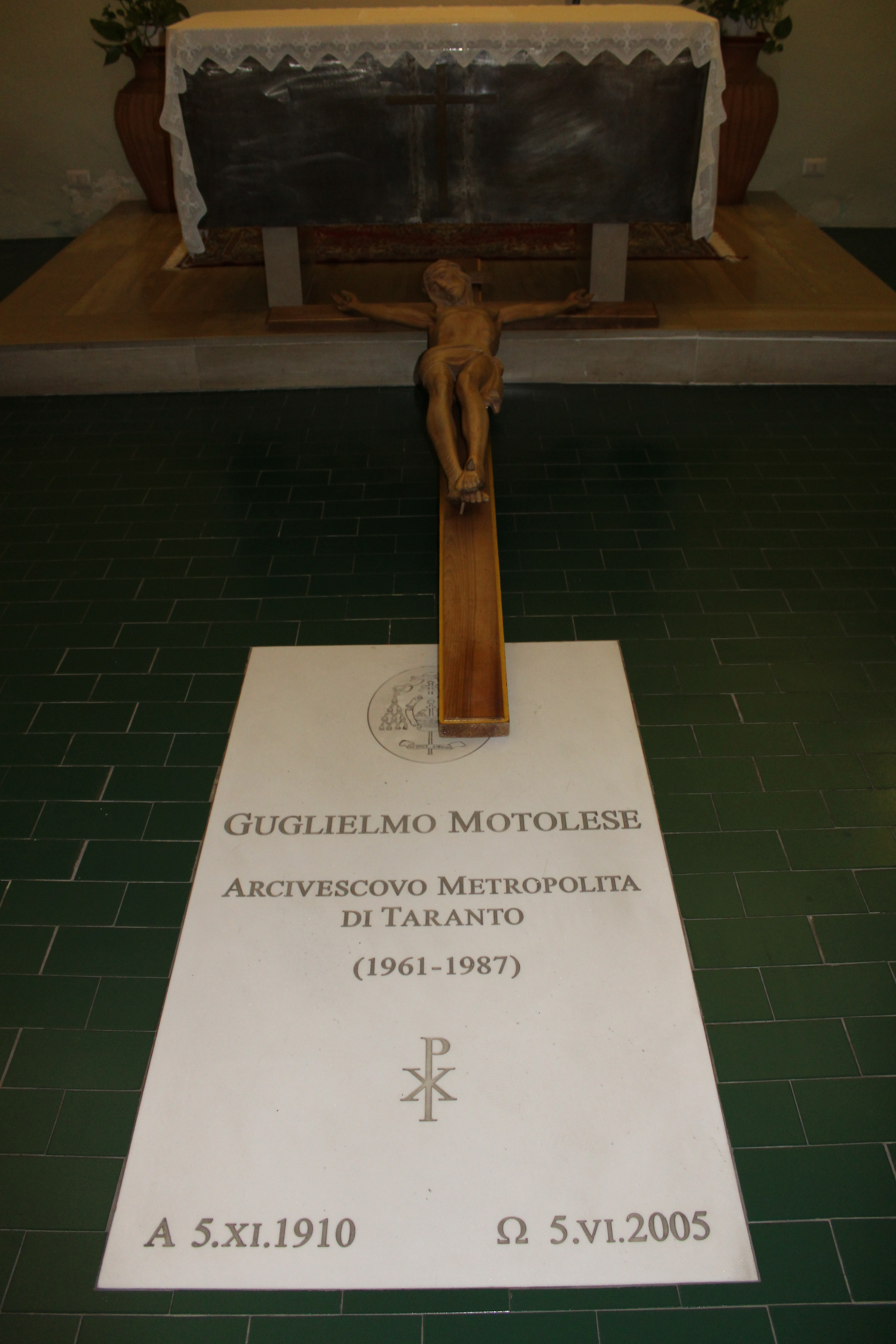
Tomba di mons. Guglielmo Motolese.